# Remenafulles gorjanegre
El remenafulles gorjanegre (Formicarius analis) és una espècie d'ocell de la família dels formicàrids (Formicariidae).
Habita el terra de la selva pluvial, vegetació secundària de les terres baixes fins als 1500 m, des del sud-est d'Hondures i Nicaragua, ambdues vessants de Costa Rica i Panamà i oest, nord i sud-est de Colòmbia, nord de Veneçuela i Trinitat. Sud-est de Colòmbia, extrem sud de Veneçuela i Guaiana, cap al sud, a través de l'est de l'Equador i est del Perú fins al nord i l'est de Bolívia i Brasil amazònic.